# امیاپور
امیاپور (به لاتین: Amiyapur) یک منطقهٔ مسکونی در بنگلادش است که در استان چیتاگونگ واقع شده‌است.